# Porto Empedocle

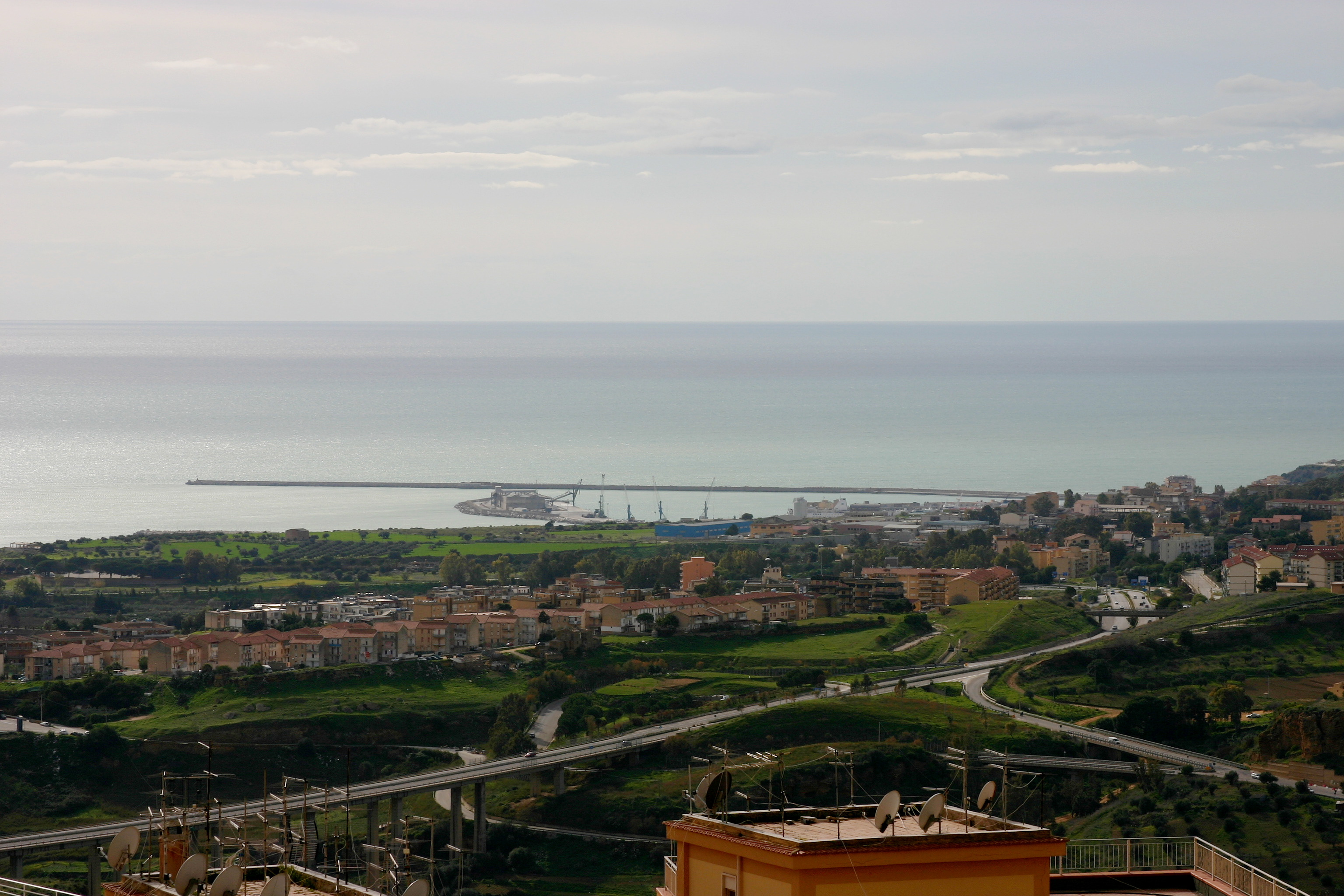
Vista de Porto Empedocle desde Agrigento.

Porto Empedocle es un pueblo de Italia en la costa del estrecho de Sicilia. Administrativamente es parte de la provincia de Agrigento. La ciudad tiene una extensión de 24 kilómetros cuadrados y una población aproximada de 17.000 habitantes. Las principales actividades económicas de Porto Empedocle son la agricultura, la pesca, la herrería, la producción de fármacos y la refinería de piedras de sal.
El emperador Carlos V ordenó construir una torre para proteger las reservas de grano en el siglo XV. La torre luego fue convertida en una prisión y actualmente es un centro cultural.
El comercio ha aumentado en la región  tras la finalización de la escollera en 1763. La comuna se volvió autónoma en 1853 y asumió el nombre de Molo di Girgenti. El pueblo adoptó su nombre actual en 1863. Fue bautizado así en honor del filósofo de Agrigento Empédocles.
Entre 2003 y 2009, la ciudad cambió su nombre oficial a Porto Empedocle Vigata Vigàta-Donnalucata, como la ciudad ficticia de las populares novelas de Andrea Camilleri, famoso escritor italiano y nativo de Porto Empedocle, sobre las aventuras del comisario Salvo Montalbano.

## Evolución demográfica
| Gráfica de evolución demográfica de Porto Empedocle entre 1861 y 2001 |
|                                                                       |
| Fuente ISTAT - elaboración gráfica de Wikipedia                       |